# Redaktionsnetzwerk Deutschland

Logo seit 17. März 2022

Logo bis 2022

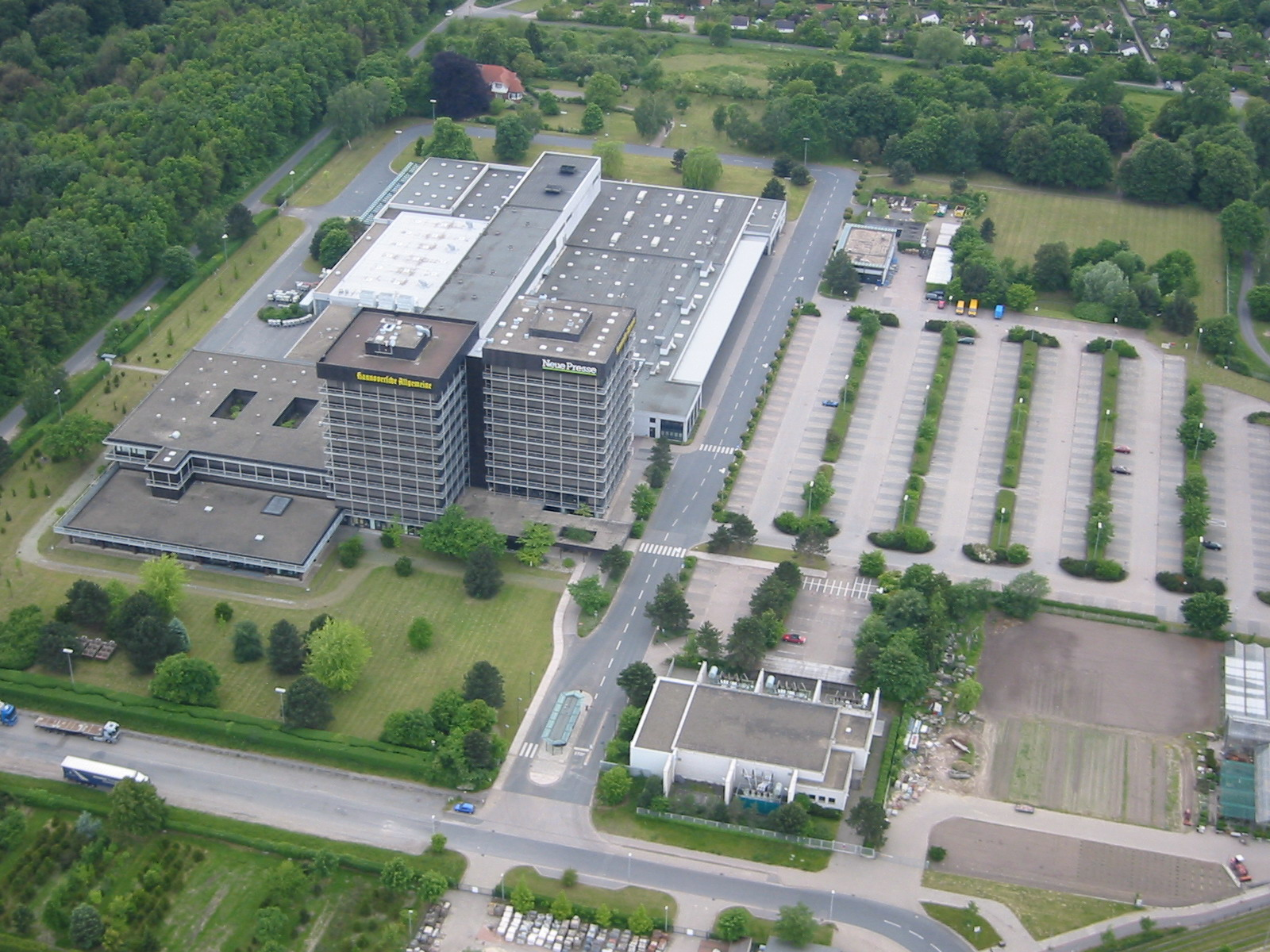
Hauptsitz der Verlagsgesellschaft Madsack in Hannover

Die RND Redaktionsnetzwerk Deutschland GmbH (Eigenschreibweise RedaktionsNetzwerk Deutschland, kurz rnd bzw. RND) mit Sitz in Hannover ist die Redaktion für überregionale Inhalte der Verlagsgesellschaft Madsack GmbH & Co. KG. Deren größte Kommanditistin mit einem Anteil von 23,1 % ist die Deutsche Druck- und Verlagsgesellschaft, das Medienbeteiligungsunternehmen der Sozialdemokratischen Partei Deutschlands (SPD). Weitere wichtige Gesellschafter sind Sylvia Madsack (21,85 %), die Familiengesellschaft Koller (11,61 %) sowie die Gebrüder Gerstenberg GmbH (7,25 %).
Das RND versorgt nach eigenen Angaben mehr als 100 Partner mit Inhalten für Tageszeitungen bei einer täglichen Gesamtauflage von mehr als 2,5 Millionen Exemplaren und einer Reichweite von rund 8,5 Millionen Lesern am Tag.

## Geschichte
Das RND wurde 2013 als zentrale Mantelredaktion der Madsack Mediengruppe gegründet, zunächst um die verlagseigenen Tageszeitungen sowie externe Titel mit überregionalen Inhalten zu versorgen und Zeitungsseiten zu produzieren. Inzwischen übernimmt das RND diese Dienstleistung auch für Nachrichtenportale von Tageszeitungen.
Neben der Zentrale in Hannover gab es von Beginn an einen weiteren Standort in Berlin, wo heute die politische Redaktion, Teile der Wirtschaftsredaktion sowie die Investigativ-Einheit angesiedelt sind.
Externe Kunden sind unter anderem die Neue Westfälische, das Redaktionsnetz Westfalen, die Siegener Zeitung, die Mittelbayerische Zeitung,  die Westdeutsche Zeitung und die Badische Zeitung.
Im August 2018 äußerte der damalige Chefredakteur sinngemäß, dass sich die Regionalzeitungen durch die Dienstleistungen des Redaktionsnetzwerks Deutschland ihre Redaktion für die Mantelseiten, also den überregionalen Teil, sparen und sich dadurch auf die Berichterstattung über das Lokale und Regionale konzentrieren können.
Zum 1. Oktober 2018 legten das RND und die DuMont Mediengruppe ihre Hauptstadtredaktionen zusammen. Hierfür wurde die RND Berlin GmbH gegründet, an der das RND mit 75 Prozent beteiligt ist und die DuMont Mediengruppe mit 25 Prozent.
Gründungschefredakteur war Matthias Koch, der zuvor Chefredakteur der Hannoverschen Allgemeinen Zeitung war. Am 1. Januar 2017 wurde er von Wolfgang Büchner abgelöst, dem am 1. Januar 2019 Marco Fenske folgte.
Am 3. September 2019 wurde das Nachrichtenportal RND.de gestartet. Zum 1. Oktober 2019 wurde der internationale Audio-Service von Radio.net in das RND integriert, ebenso dessen deutschsprachige Version radio.de.
Die Berliner Zeitung, der Berliner Kurier und die Hamburger Morgenpost beendeten nach dem Verkauf durch die DuMont Mediengruppe im Jahr 2020 die Zusammenarbeit mit dem RND.
Am 1. November 2020 wurde Eva Quadbeck Leiterin des Hauptstadtbüros und stellvertretende Chefredakteurin des RND. Im Januar 2023 stieg sie zur Co-Chefredakteurin neben Marco Fenske auf. Fenske verließ das RND im Dezember 2023. Sein Nachfolger wurde im Mai 2024 Sven Oliver Clausen, der seither das RND mit Eva Quadbeck als Doppelspitze führt.
Seit Januar 2021 ist Kristina Dunz stellvertretende Leiterin der Hauptstadtredaktion des Redaktionsnetzwerk Deutschland.
Seit Juni 2021 leitet Andreas Niesmann die Wirtschaftsredaktion des RND.
Seit Oktober 2022 ist Can Merey Kriegs- und Krisenreporter sowie Leiter der Investigativ-Einheit im RND.

## Zeitungen
Zeitungen, die Inhalte vom Redaktionsnetzwerk Deutschland beziehen:
- Alfelder Zeitung
- Aller-Zeitung
- Badische Zeitung
- Böhme-Zeitung
- Cellesche Zeitung
- Dattelner Morgenpost
- Deister- und Weserzeitung
- Die Harke
- Dorstener Zeitung
- Dresdner Neueste Nachrichten
- Eichsfelder Tageblatt
- Einbecker Morgenpost
- Elbe-Jeetzel-Zeitung
- Frankfurter Rundschau
- Gandersheimer Kreisblatt
- Gelnhäuser Neueste Nachrichten
- Gießener Anzeiger
- Göttinger Tageblatt
- Haller Kreisblatt
- Haltener Zeitung
- Hannoversche Allgemeine Zeitung
- Hellweger Anzeiger
- Hertener Allgemeine Zeitung
- Hildesheimer Allgemeine Zeitung
- Kieler Nachrichten
- Kölner Stadtanzeiger
- Landeszeitung Lüneburg
- Leipziger Volkszeitung
- Lippische Landeszeitung
- Lübecker Nachrichten
- Magdeburger Volksstimme
- Märkische Allgemeine
- Marler Zeitung
- Mindener Tageblatt
- Mitteldeutsche Zeitung
- Münsterland Zeitung
- Naumburger Tageblatt
- Neue Deister-Zeitung
- Neue Presse
- Neue Westfälische
- Oberhessische Presse
- Ostsee-Zeitung
- Peiner Allgemeine Zeitung
- Pyrmonter Nachrichten
- Recklinghäuser Zeitung
- Rems-Zeitung
- Remscheider Generalanzeiger
- Ruhr Nachrichten
- Sächsische Zeitung
- Schaumburger Nachrichten
- Schaumburger Zeitung
- Schaumburg-Lippische Landeszeitung
- Seesener Beobachter
- Segeberger Zeitung
- Siegener Zeitung
- Solinger Tageblatt
- Stimberg-Zeitung
- Täglicher Anzeiger Holzminden
- Torgauer Zeitung
- Walsroder Zeitung
- Waltroper Zeitung
- Westdeutsche Zeitung
- Westfälische Rundschau
- Winsener Anzeiger
- Wolfsburger Allgemeine Zeitung